# Rebecca Shoichet
Rebecca Shoichet (26 de fevereiro de 1975) é uma dubladora e cantora canadense que trabalha para a Ocean Productions em Vancouver na Colúmbia Britânica.
Ela assumiu o papel da Saffron Henderson como Sota Higurashi em InuYasha depois que Saffron se mudou para Los Angeles para dublar animes nos Estados Unidos.

## Lista de trabalhos
- Nana - Nana O.
- .hack//ROOTS - Saburou
- InuYasha - Sota Higurashi (2nd), Enju (episódio 92), Soten (episódio 68)
- InuYasha: Tenka Hadou no Ken - Sota Higurashi
- InuYasha: Guren no Horaijima - Asagi, Lady Kanade
- Mobile Suit Gundam SEED - Mayura Labatt, Caridad Yamato
- Mobile Suit Gundam SEED Destiny - Caridad Yamato
- Tokyo Underground - Chelsea Rorec
- Fantastic Four: World's Greatest Heroes - Jennifer Walters/Mulher-Hulk
- Star Ocean EX - Yuki
- Hamtaro - Prince Bo
- Iron Man - O Homem de Ferro - Tricia
- Littlest Pet Shop - Cantora da canção "El Cobra Cabra" (episódio: Super Sunil)
- Demashita! Powerpuff Girls Z - Annie, Sedusa, mãe do Ken
- My Little Pony: A Amizade É Mágica - Twilight Sparkle (cantando)
- My Little Pony: Equestria Girls - Sunset Shimmer, Twilight Sparkle (cantando)
- Equestria Girls: Rainbow Rocks - Sunset Shimmer, Twilight Sparkle (cantando)
- As Aventuras da Abelha Maia
- Astonishing X-Men - Agente Brand